# Virgin Samoa
Virgin Samoa, bis zum 7. Dezember 2011 Polynesian Blue, war eine neuseeländische virtuelle Fluggesellschaft mit Sitz in Christchurch. Sie vermarktete vom Flughafen Faleolo (Samoa) ausgehende internationale Linienflüge, die in ihrem Markenauftritt von Virgin Australia Airlines durchgeführt wurden.

## Geschichte
Die australische Virgin Blue Airlines und die Regierung Samoas unterschrieben nach monatelangen Verhandlungen 2005 ein Joint-Venture-Abkommen zur Gründung eines virtuellen Unternehmens namens Polynesian Blue, das am 30. Oktober 2005 entstand. Die virtuelle Gesellschaft nutzte eine Boeing 737-800 der neuseeländischen Pacific Blue Airlines im Wetlease und übernahm die meisten internationalen Strecken der Polynesian Airlines, die nur noch Verbindungen von Samoa nach Amerikanisch-Samoa, Fidschi und Tonga bediente.
Ende 2011 im wurde im Rahmen einer Umstrukturierung der Virgin Australia Holding das virtuelle Unternehmen in Virgin Samoa umbenannt. Die Flüge der virtuellen Gesellschaft führte danach Virgin Australia Airlines durch. Der Betrieb wurde am 12. November 2017 beendet.
Virgin Samoa gehörte zu jeweils 49 % der Regierung Samoas und der Virgin Australia Holding; die restlichen zwei Prozent waren Eigentum der Aggie Grey’s Resorts and Hotels.

## Flugziele
Zuletzt verband Virgin Samoa Samoa mit Neuseeland und Australien.

## Flotte
Mit Stand Oktober 2017 setzte Virgin Australia eine sechs Jahre alte, mit Winglets ausgestattete Boeing 737-800 im Markenauftritt Virgin Samoa ein.